# Mimiirose
Mimiirose (кор. 미미로즈, mimilojeu, стилізується як mimiirose) — південнокорейський жіночий гурт, сформований Yes Im Entertainment у 2022 році. Гурт складається з п'яти учасниць: Хан Євон, Юн Джіа, Со Юнджу, Ін Хьорі та Чхве Йончже. Вони офіційно дебютували 16 вересня 2022 року з сингл-альбомом Awesome і головним синглом «Rose».

## Назва
Назва гурту «mimiirose» складається з корейського слова «краса» (кор. 미) та англійського — «троянда» (англ. rose). «mimiirose» означає розквіт, як розкішна троянда, що має шари пелюсток, які символізують зовнішню та внутрішню красу.

## Кар'єра

### Додебютні активності
Деякі учасниці раніше вже були задіяні в індустрії розваг, перш ніж приєднатися до гурту. Юн Джіа була учасницею реаліті-шоу на виживання Girls Planet 999, вона вилетіла в епізоді 8, посівши 11 місце, і не змогла дебютувати в фінальному дебютному складі. Со Юнджу була колишньою стажеркою A Team Entertainment і мала дебютувати у BugAboo, але вона залишила гурт ще до офіційного дебюту. Після відходу з групи вона стала учасницею шоу My Teenage Girl але вибула у третьому епізоді.

### 2022: Знайомство та дебют ізAwesome
10 липня 2022 року Юн Джіа оголосила через свій особистий Instagram, що дебютує в якості учасниці майбутнього жіночого гурту Mimiirose під керівництвом компанії Yes Im Entertainment. Mimiirose це перший гурт, який дебютував під керівництвом компанії, яку створив співак та актор Ім Чан Чон.
Вперше гурт з'явився на публіці в липні 2022 року на концерті Ім Чан Чона, генерального директора Yes Im Entertainment. 24 серпня 2022 року він повідомив, що дебют гурту був запланований 2-3 роки тому, але був відкладений на невизначений термін через пандемію COVID-19.
Гурт офіційно дебютував 16 вересня 2022 року з сингл-альбомом Awesome з головним синглом «Rose». Того ж дня відбувся дебютний шоукейс, який транслювався на SBS M.

## Учасниці
| Повне ім'я  | Повне ім'я   | Повне ім'я | Дата народження           | Позиція у гурті              |
| Українською | Латиницею    | Хангилем   | Дата народження           | Позиція у гурті              |
| ----------- | ------------ | ---------- | ------------------------- | ---------------------------- |
| Чхве Йончже | Choi Yeonjae | 최연재     | 6 грудня 2000 (24 роки)   | Лідерка, головна танцюристка |
| Ін Хьорі    | Inn Hyo Ri   | 인효리     | 2 червня 2000 (24 роки)   | Провідна вокалістка          |
| Хан Євон    | Han Yewon    | 한예원     | 7 лютого 2003 (22 роки)   | Головна вокалістка           |
| Юн Джіа     | Yoon Ji A    | 윤지아     | 16 січня 2004 (21 рік)    | Головна реперка              |
| Со Юнджу    | Seo Yunju    | 서윤주     | 26 грудня 2005 (19 років) | Віжуал, макне                |

## Дискографія

### Сингл-альбоми
| Назва   | Деталі | Пікові позиції у чарті | Продажі                 |
| Назва   | Деталі | KOR                    | Продажі                 |
| ------- | --- | ---------------------- | ----------------------- |
| Awesome | - Реліз: 16 вересня 2022 - Лейбл: Yes Im Entertainment - Формат: CD, цифрове завантаження, стриминг Трек-лист 1. «Lululu» 2. «Rose» 3. «Kill Me More» 4. «Rose» (instrumental) | 16                     | - Південна Корея: 9,807 |

### Сингли
| Назва         | Рік  | Пікові позиції у чарті | Альбом  |
| Назва         | Рік  | KOR Down.              | Альбом  |
| ------------- | ---- | ---------------------- | ------- |
| «Rose» (로즈) | 2022 | 104                    | Awesome |